# كوري هوكينز (كرة سلة)
كوري هوكينز (بالإنجليزية: Corey Hawkins)‏ مواليد 10 أغسطس 1991 في فيلادلفيا، هو لاعب كرة سلة أمريكي. بدأ مسيرته الاحترافية في سنة 2015. يلعب في الدوري البلجيكي لكرة السلة الدرجة الأولى. يحمل الرقم 10. يبلغ طوله 6 قدم 1 بوصة (1.9 م). لعب مع بستويا باسكت 2000 في ليغا باسكيت الدرجة الأولى.

## روابط خارجية
- كوري هوكينز على موقع سبورتس رفرنس (الإنجليزية)
- كوري هوكينز على موقع كرة السلة الأوروبية.كوم (الإنجليزية)
- كوري هوكينز على موقع كلية كرة السلة في سبورتس رفرنس.كوم (الإنجليزية)
- كوري هوكينز على موقع ريلجم (الإنجليزية)
- كوري هوكينز على موقع بروبوليرز (الإنجليزية)
- كوري هوكينز على موقع سبورتس رفرنس (الإنجليزية)
- كوري هوكينز على موقع سبورتس رفرنس (الإنجليزية)